# Bruce Forman
Bruce Forman (* 14. Mai 1956 in Springfield, Massachusetts) ist ein US-amerikanischer Jazzgitarrist, der als Stilist des Mainstream Jazz in der Tradition Jim Hall / Herb Ellis / Joe-Pass gilt.

## Leben und Wirken
Forman lernte zunächst Klavier, um 1970 zur Gitarre zu wechseln. 1971 zog er nach San Francisco. Er studierte bei Jackie King an der Poly Tech Highschool und begann in der Bay Area mit eigenen Gruppen zu arbeiten; er trat auch regelmäßig auf dem Monterey Jazz Festival auf. 1972 giggte er in New York mit Roland Hanna und Sam Jones. Von 1978 bis 1982 spielte er bei Richie Cole. Ab Anfang der 1980er Jahre begann er Alben unter eigenem Namen aufzunehmen, u. a. mit Bobby Hutcherson (There Are Times, 1986), Billy Childs und Eddie Marshall; 1985 entstand mit George Cables das Album Dynamics bei Concord Jazz. Seine erfolgreichste Produktion war 1992 Forman on the Job, mit der er #14 der Billboard Top Jazz Albums Charts erreichte. Forman spielte außerdem mit Eddie Jefferson, Freddie Hubbard, Joe Farrell, Tom Harrell, Mark Murphy, Kristin Korb und Grover Washington Jr. Er nahm auch mit Jimmy Knepper (1st Place, 1982), Ray Brown (Some of My Best Friends Are Guitarists) und Charlie Shoemake auf. Mit der Band Cow Bop spielte er eine Mischung von Modern Jazz und Western Swing.
Forman unterrichtete an verschiedenen Highschools und Universitäten, wie der University of North Carolina, der University of California, Berkeley und der University of North Texas. Im Jahr 2000 gründete er die Organisation JazzMasters Workshop, die bisher in den USA mehr als 1500 Workshops für Nachwuchsmusiker durchgeführt hat.

## Diskografische Hinweise
- 20/20 (Muse Records, 1981) mit Albert Dailey, Mike Richmond, Billy Hart
- The Bash (Muse, 1982) mit Albert Dailey, Buster Williams, Eddie Gladden
- Full Circle (Concord, 1984) mit Bobby Hutcherson und George Cables
- Pardon Me! (Concord, 1988) mit Jeff Carney, Eddie Marshall, Billy Childs
- Still of the Night (GSP, 1991) mit John Clayton und Albert „Tootie“ Heath
- Forman on the Job (Kamei, 1992) mit John Clayton, Vince Lateano, John Santos, Mark Levine, Joe Henderson, Andy Narell

## Lexikalische Einträge
- Richard Cook, Brian Morton: The Penguin Guide to Jazz on CD, LP and Cassette. 2. Auflage. Penguin, London 1994, ISBN 0-14-017949-6.
- Leonard Feather, Ira Gitler: The Biographical Encyclopedia of Jazz. Oxford University Press, New York 1999, ISBN 0-19-532000-X.